# La Jeunesse de Picsou
«  Biskerville » redirige ici. Ne pas confondre avec Baskerville.
La Jeunesse de Picsou (anglais : The Life and Times of Scrooge McDuck) est une série de comics écrite et dessinée par Keno Don Rosa. Cette biographie de Balthazar Picsou a été réalisée à partir des informations que Carl Barks avait distillées au fil de ses histoires.
Ces histoires s’étendent de la vie en famille à Glasgow en 1877 jusqu’à la rencontre de Picsou avec ses neveux, Donald Duck, Riri, Fifi et Loulou en 1947.

## Publication
La série comprend initialement douze épisodes écrits et dessinés entre 1991 et 1993, pour un total de plus de deux cents planches. Quand la Walt Disney Company accepte l’idée d’une biographie dessinée de Balthazar Picsou, l’éditeur danois Egmont propose un de ses dessinateurs installé aux États-Unis, Don Rosa. La première publication a lieu dans les pays nordiques de 1992 à 1994.
Par la suite (ou auparavant pour les épisodes 0 et 8 quater), Don Rosa a composé de nouvelles histoires dont l’action se déroule principalement dans le passé de Picsou ; seules les introductions et conclusions se déroulent à Donaldville avec ses neveux. Si des éditeurs comme Hachette en France ont pu numéroter ces chapitres pour les situer dans la chronologie des douze premiers chapitres, l’auteur maintient qu’ils sont différents dans leur genèse.
En France, les douze épisodes initiaux ont été publiés dans Picsou Magazine de mars 1994 à février 1996, suivis d’une édition intégrale en avril 1998. Une seconde publication eut lieu en 2002-2003, suivie d’une deuxième édition intégrale en juillet 2004. Ce magazine inclut dans la liste des épisodes de la Jeunesse certaines histoires de Don Rosa lorsque celles-ci présentent des faits du passé contés par Picsou à ses neveux. Elles sont numérotées d’après leur place dans la biographie et avec le mot bis. Six d’entre elles sont publiées en édition intégrale en juillet 2005 comme volume 2 de l’édition intégrale de la Jeunesse de juillet 2004.
Le Rêve d’une vie de Don Rosa publiée en 2002 détourne plusieurs des épisodes de la Jeunesse : grâce à une invention de Géo Trouvetou, les Rapetou pénètrent dans le rêve de Picsou pour lui dérober la combinaison de son coffre. Mais, ils s’étonnent des rêves de Picsou, centrés sur les aventures de ses jeunes années plutôt que sur son argent. Elle permet à l’auteur de modifier une partie cruciale de l’histoire Les Deux Cœurs du Yukon.
Des souvenirs par millions est une autre version réalisée par les Italiens Fausto Vitaliano (scénario) et Stéfano Intini (dessin) publiée en 2008 dans Mickey-Parade-Géant qui comprend plusieurs « épisodes bis » intégrables à la version de Don Rosa, comme « la première séance » qui s’intercale dans Le Protecteur de Pizen-Bluff avant son départ pour l'Australie.
En novembre 2012, Glénat publie le premier volume de l’Intégrale Don Rosa qui comprend sept volumes. Le tome 1 s'intitule La Jeunesse de Picsou 1/2 et, comme son nom l'indique, contient les douze chapitres d’origine de la jeunesse de Balthazar Picsou dessiné par Don Rosa, dont le douzième en version allongée. Chaque chapitre est suivi d’une note explicative de l'auteur en guise de making-of. Les traductions de certains épisodes (y compris de leurs titres) sont revues, et certaines parties sont retravaillées. L'album contient également une double-page et le poster de l'arbre généalogique des Duck, une double-page donnant des indications pour trouver 30 des 31 D.U.C.K. cachés dans certaines pages et une page du portrait de famille intitulé Glasgow 1877.

## Récompense
Don Rosa a reçu un Will Eisner Award en 1995 pour La Jeunesse de Picsou (« Meilleure histoire publiée sous forme de feuilleton », Best Serialized Story). Le prix apparaît dans une édition allongée de l’équivalent de trois planches du dernier épisode Le Canard le plus riche du monde.

## Œuvre dérivée
En 2014, le compositeur finnois Tuomas Holopainen du groupe de métal Nightwish, publie son premier projet personnel : un album de musiques inspirées de l’univers du livre, Music Inspired by the Life and Times of Scrooge.

## Épisodes
Les épisodes de la Jeunesse et les épisodes bis sont listés dans l’ordre chronologique interne à l’histoire : depuis 1877 jusqu’à 1947. Les épisodes bis ne sont pas considérés sur le même plan que les douze épisodes originaux par l’auteur.

| Référence    | Épisode  | Époque    | Titre original                        | Titre français                                  |
| ------------ | -------- | --------- | ------------------------------------- | ----------------------------------------------- |
| D 91249      | 0        | 1877      | Of Ducks, Dimes and Destinies         | Canards, Centimes et Destinée !                 |
| D 91308      | 1        | 1877-1880 | The Last of the Clan McDuck           | Le Dernier du Clan McPicsou                     |
| D 91411      | 2        | 1880-1882 | The Master of the Mississippi         | Le Roi du Mississippi                           |
| D 92008      | 3        | 1882-1883 | The Buckaroo of the Badlands          | Buck Picsou des Badlands                        |
| D 98045      | 3 bis    | 1883      | The Cowboy Captain of the Cutty Sark  | Le Cow-boy capitaine du Cutty Sark              |
| D 92083      | 4        | 1883-1885 | Raider of the Copper Hill             | L’Aventurier de la colline de cuivre            |
| D 92191      | 5        | 1885      | The New Laird of Castle McDuck        | Le Maître du Manoir McPicsou                    |
| D 92273      | 6        | 1886-1889 | The Terror of the Transvaal           | La Terreur du Transvaal                         |
| D 96089      | 6 bis    | 1890      | The Vigilante of Pizen Bluff          | Le Protecteur de Pizen Bluff                    |
| D 92314      | 7        | 1893-1896 | Dreamtime Duck of the Never Never     | Le Rêveur du Never Never                        |
| D 92514      | 8        | 1896-1897 | King of the Klondike                  | L’Empereur du Klondike                          |
| D 2005-061   | 8 bis    | 1897      | The Prisoner of the White Agony Creek | La Prisonnière de la vallée de l’Agonie Blanche |
| D 95044      | 8 ter    | 1898      | Hearts of the Yukon                   | Les Deux Cœurs du Yukon                         |
| AR 113       | 8 quater | 1899-1954 | Last Sled to Dawson                   | Dernier Raid pour Dawson                        |
| D 93121      | 9        | 1898-1902 | The Billionaire of Dismal Downs       | Le Milliardaire des landes perdues              |
| D 93227      | 10       | 1902      | The Invader of Fort Duckburg          | L’Envahisseur de Fort Donaldville               |
| F PM 01201 c | 10 bis   | 1906      | The Sharpie of the Culebra Cut        | La Harpie de la percée de la Culebra            |
| D 93288      | 11       | 1903-1930 | The Empire-Builder from Calisota      | Le Bâtisseur d’empires du Calisota              |
| D 93488      | 12       | Noël 1947 | The Richest Duck in the World         | Le Canard le plus riche du monde                |

| no | Anglais                               | Anglais | Anglais | Français                                        | Français                                             | Français |
| no | Titre                                 | Date de sortie                                                                                               | ISBN    | Titre                                           | Date de sortie                                       | ISBN     |
| --- | ------------------------------------- | --- | ------- | ----------------------------------------------- | ---------------------------------------------------- | -------- |
| 0 | Of Ducks, Dimes and Destinies         | Uncle Scrooge #297                                                                                           |         | Canards, Centimes et Destinée !                 | Picsou Magazine no 292, mai 1996                     |          |
| Alors que Balthazar Picsou dîne chez Donald en compagnie de Riri, Fifi et Loulou, ces derniers lui demandent comment il a gagné son sou fétiche. Pendant que Picsou raconte cette longue histoire, Miss Tick a trouvé le moyen de remonter dans le temps pendant une heure, afin de trouver Picsou lorsqu’il était petit et de lui voler son sou fétiche. Sa quête l’amène également à rencontrer le père de Picsou, ses deux sœurs Matilda et Hortense, ainsi que Howard Flairsou, le père de Crésus Flairsou. Après avoir finalement trouvé le sou fétiche, elle se rend compte qu’elle a réussi à l’obtenir avant que Picsou ne le gagne (ce qui modifie le cours du temps) et elle se retrouve contrainte de le lui donner elle-même avant de retourner à son époque. |                                       | |         |                                                 |                                                      |          |
| 1 | The Last of the Clan McDuck           | Anders And & Co. hors-série, 10 août 1992                                                                    |         | Le Dernier du Clan McPicsou                     | Picsou Magazine no 266, mars 1994                    |          |
| L’histoire commence en 1877 en Écosse. Fergus McPicsou se promène avec son fils de dix ans, Balthazar, sur des terres ayant appartenu à leur famille. Il lui explique que ces terres ainsi que le château des McPicsou ont dû être abandonnées à cause d’un chien géant qui les a jadis terrorisé. Les terres sont souvent occupées par les Biskerville qui en profitent pour faire paître leurs moutons et ne rêvent que de s’en emparer ainsi que de retrouver le trésor des McPicsou. Le reste du clan McPicsou a ainsi émigré à Glasgow, dans un appartement miteux occupé par les derniers membres du clan : Fergus et son frère Jack, ainsi que sa femme Édith O'Drake et ses trois enfants : Balthazar, Matilda et Hortense. Fergus fabrique pour Balthazar un nécessaire de cireur de chaussures. Et, dès le lendemain, Balthazar cherche déjà des clients. Arrive Burt, un cantonnier. Ses bottes sont affreusement sales. Balthazar, après avoir nettoyé ses chaussures, s’écroule, mort de fatigue. À son réveil, il découvre le sou que lui a donné Burt en récompense de son acte ; son premier sou. Malheureusement pour lui, c’est une pièce américaine qui n’a pas cours en Écosse. Ayant l’impression de s’être fait escroquer, il jure solennellement de compter tous ses sous et de se méfier des gens qui essayeront de profiter de lui. Il ignore qu’il s’agissait cependant d’une combine de son père pour le forcer à ouvrir l’œil. En effet, c’est Fergus qui a demandé à Burt de se laisser décrasser ses bottes. Il lui a également donné une pièce américaine qu’il avait trouvée afin de payer Balthazar. Balthazar gagne rapidement de l’argent grâce à son travail soutenu et achète une charrette pour vendre du bois puis de la tourbe pour l’hiver. Il a treize ans. Alors qu’il passe près du château du clan McPicsou, il aperçoit les Biskerville en train de profaner les tombes pour trouver le trésor des McPicsou. Repéré, il se réfugie dans le château où il fait la rencontre d’un étrange personnage, qui n’est autre que le fantôme de son ancêtre, Sire Duncan McPicsou, mais Balthazar l’ignore et son aïeul lui affirme même que lui-même n’est pas un McPicsou. Il lui conseille de partir en Amérique, son premier sou étant peut-être un signe du destin. Balthazar s’embarque comme mousse sur un bateau transportant du bétail en partance pour La Nouvelle-Orléans afin de rejoindre son oncle John McPicsou, parti faire fortune aux États-Unis. |                                       | |         |                                                 |                                                      |          |
| 2 | The Master of the Mississippi         | Anders And & Co. hors-série, 10 août 1992                                                                    |         | Le Roi du Mississippi                           | Picsou Magazine no 268, mai 1994                     |          |
| En 1880, Balthazar Picsou a quitté l’Écosse pour l’Amérique et est arrivé à la Nouvelle-Orléans. Il se rend vite compte que le coin est mal famé. Il retrouve son oncle John McPicsou au Poker Saloon, lors du 6e Derby annuel du Kentucky. Ce dernier lui propose de retrouver le Drennan Whyte, le bateau que commandait John et qui transportait 100 000 $ en lingots d’or lorsqu’il sombra dans le Mississippi. Picsou accepte et, durant ce périple, rencontre pour la première fois les Rapetou (ce sont les pères des voleurs connus aujourd’hui), l’escroc Oscar Porcin et Grégoire Trouvetou (le grand-père de Géo Trouvetou). Il arrive à coincer les Rapetou et à avoir son propre bateau, après de nombreuses péripéties. Mais devant la progression du chemin de fer, il abandonne la carrière maritime et s’enfonce plus loin dans les États-Unis. |                                       | |         |                                                 |                                                      |          |
| 3 | The Buckaroo of the Badlands          | Anders And & Co. no 45 - 1992, 2 novembre 1992                                                               |         | Buck Picsou des Badlands                        | Picsou Magazine no 271, août 1994                    |          |
| En 1882, Balthazar Picsou arrête ses activités sur le fleuve du Mississippi. Il part faire fortune vers l’ouest. Le train dans lequel il se trouve est attaqué par Jessie James et sa bande, mais Picsou, la terreur de Glasgow comme on le surnomme, ne se laisse pas faire. Cependant, dans l’action, il tombe accidentellement du train qui devait l’emmener jusqu’au Colorado. Il rencontre alors Murdo MacKenzie, un éleveur de bétail d’origine écossaise, et devient cow-boy dans le Montana. Il possède même son propre cheval : une jument colérique qu’il renomme Hortense, en hommage au mauvais caractère de sa petite sœur. Apprécié dans son travail par Mac Kenzie, celui-ci confie à « Buck » Picsou la garde d’un taureau de compétition, rapidement volé par deux membres du groupe qui tente de le semer dans les Badlands. Pendant ses recherches, il rencontre Théodore Roosevelt - qui alors n’est rien de plus qu’une simple personne à la recherche d’aventures - qui lui inculque la valeur de la vie au grand air en lui disant que personne n’a de gloire à naître riche, et qu’il est plus amusant de devenir riche par soi-même. Picsou arrive finalement à retrouver le taureau volé après de nombreuses péripéties. |                                       | |         |                                                 |                                                      |          |
| 3 bis | The Cowboy Captain of the Cutty Sark  | |         | Le Cow-boy capitaine du Cutty Sark              | Picsou Magazine no 330, 7 juillet 1999               |          |
| En 1883, Picsou embarque sur un grand voilier à destination de l’Indonésie, pour vendre deux bœufs à un Sultan de Java, qui a pour ambition de participer à une course de chars à bœufs, appelée le « Kerapan Sapi ». Malheureusement, une embuscade lui est tendue par un autre sultan qui désire lui aussi s’approprier ses bœufs. Il s’ensuit une longue poursuite à travers l’Océan, durant laquelle Picsou essaie de récupérer ses bœufs de concours. |                                       | |         |                                                 |                                                      |          |
| 4 | Raider of the Copper Hill             | Anders And & Co. no 2 - 1993, 11 février 1993                                                                |         | L’Aventurier de la colline de cuivre            | Picsou Magazine no 273, octobre 1994                 |          |
| Balthazar Picsou est contraint d’abandonner sa carrière d’éleveur de bétail et devient prospecteur. Cependant, comme il n’y a plus d’or à chercher, il achète une petite concession et rencontre un nouveau riche du nom de Howard Flairsou, qui lui apprend à creuser. Il ne trouve pas d’or mais du cuivre qui, à l’heure du développement de l’électricité, a une grande valeur. Par l’effet de la loi, Picsou a la possibilité de devenir le principal fournisseur de cuivre de la région mais il obéit à un télégramme urgent qui le somme de rentrer en Écosse. À contrecœur, il abandonne sa mine en échange d’une coquette somme d’argent de 50 000 $. |                                       | |         |                                                 |                                                      |          |
| 5 | The New Laird of Castle McDuck        | Anders And & Co. no 11 - 1993, 15 mars 1993                                                                  |         | Le Maître du Manoir McPicsou                    | Picsou Magazine no 275, décembre 1994                |          |
| Balthazar Picsou revient en Écosse et apprend que ses parents, qui vivent maintenant au château McPicsou, risquent d’être expulsés pour non-paiement d’impôts depuis plusieurs siècles. Les Biskerville n’attendent que cette occasion pour enfin pourvoir s’emparer des terres qu’ils convoitent depuis si longtemps. Mais Picsou rembourse les dettes de sa famille, évitant ainsi que le château soit mis aux enchères. Après un défi en combat singulier avec Argus Biskerville, il décide de partir vers le sud. |                                       | |         |                                                 |                                                      |          |
| 6 | The Terror of the Transvaal           | Anders And & Co. no 18 - 1993, 3 mai 1993                                                                    |         | La Terreur du Transvaal                         | Picsou Magazine no 277, février 1995                 |          |
| Balthazar Picsou rejoint l’Afrique du Sud, probablement à la recherche de diamants. Il rencontre son premier rival : Archibald Gripsou, voleur et menteur qui va dépouiller Picsou de son chariot alors que celui-ci lui avait sauvé la vie. Après des petites aventures dans la jungle africaine, Picsou dompte un lion et parvient à la ville où Gripsou s’est réfugié. À la suite d'un très court combat, il le livre à la police et quitte le territoire africain qui, selon lui, ne le rendra pas riche. |                                       | |         |                                                 |                                                      |          |
| 6 bis | The Vigilante of Pizen Bluff          | |         | Le Protecteur de Pizen Bluff                    | Picsou Magazine no 305, juin 1997                    |          |
| Picsou rencontre dans cet épisode son oncle John (croisé dans Le Roi du Mississippi) qui fait dorénavant des spectacles avec Buffalo Bill. Mais des bandits de grand chemin, les frères Dalton, volent la recette de la journée. Picsou, aidé notamment de son oncle, de Buffalo Bill et de Geronimo, arrive à stopper les voleurs. Picsou rencontre après un vieux mineur allemand du nom de Jacob Waltz. Ce dernier lui confie la carte menant à la fabuleuse mine de Peralta. Picsou, n’y croyant pas, refuse d’y prêter attention, mais apprend à la fin de l’épisode grâce au Manuel des Castors Juniors que cette mine existe bel et bien, et que ce n’est autre que Jacob Waltz, surnommé le Hollandais, qui l’a découverte. |                                       | |         |                                                 |                                                      |          |
| 7 | Dreamtime Duck of the Never Never     | Anders And & Co. no 24 - 1993, 14 juin 1993                                                                  |         | Le Rêveur du Never Never                        | Picsou Magazine no 279, avril 1995                   |          |
| Au château McPicsou, les deux mâles du clan discutent des activités de Balthazar Picsou. Celui-ci est actuellement en Australie où il sauve un pauvre homme d’un bandit. Ce dernier accomplit un pèlerinage et raconte à Picsou, par le biais d’une métaphore, son futur. Les deux hommes affrontent également une violente inondation. Puis, convaincu par les paroles de l’homme, Picsou part chercher de l’or au Klondike. |                                       | |         |                                                 |                                                      |          |
| 8 | King of the Klondike                  | Anders And & Co. no 29, 30 et 31 - 1993, respectivement 19 juillet, 26 juillet et 2 août 1993 (scindée en 3) |         | L’Empereur du Klondike                          | Picsou Magazine no 281, juin 1995                    |          |
| Après un voyage en bateau depuis l’Australie où il a eu la révélation d’aller vers le Nord pour trouver la fortune, Balthazar Picsou arrive à Skagway, en Alaska. Il est sans le sou après une rencontre avec Wyatt Earp et doit emprunter 100 dollars pour la première fois de sa vie au malhonnête Soapy Slick au moment où est annoncé que de l’or a été trouvé dans le Yukon voisin. Picsou parvient dans la ruée des prospecteurs à atteindre Dawson City. Il commence à exploiter la vallée de l’Agonie blanche, une vallée jusqu’alors inexploitée, qu’il trouve grâce à son flair. Lui seul connaît le chemin qui mène à cette vallée. Pendant ce temps, les affaires malhonnêtes de Soapy Slick et les spectacles de cabaret de Goldie O'Gilt prospèrent à Dawson. Les autres chercheurs d’or, peu scrupuleux, le séquestrent pour obtenir son or et le ridiculisent en ouvrant devant lui son courrier. Apprenant par ce biais que sa mère est décédée, Picsou, de colère, parvient à se libérer et provoque de nombreux dégâts. Il fait arrêter le principal instigateur de son enlèvement, qui n’est autre que Soapy Slick, et retourne chercher de l’or dans sa vallée où il déniche sa première pépite : la pépite "Œuf d’oie". |                                       | |         |                                                 |                                                      |          |
| 8 bis | The Prisoner of the White Agony Creek | |         | La Prisonnière de la vallée de l’Agonie Blanche | Picsou Magazine no 417, octobre 2006                 |          |
| Balthazar Picsou rencontre une chanteuse de saloon, Goldie O'Gilt, qui lui propose un verre. Drogué, Picsou se rend compte qu’il s’est fait dépouiller de sa pépite "Œuf d’oie". Il force alors Goldie à travailler pour lui pendant un mois pour lui montrer à quel point la vie des chercheurs d’or est difficile. Rapidement, on se rend compte que les deux canards ne se déplaisent pas mutuellement mais n’osent jamais se l’avouer. Picsou affronte trois personnalités de l’époque : Wyatt Earp, Bat Masterson et Roy Bean, venues délivrer la danseuse de cabaret pour lancer un nouveau saloon à Dawson City, et en ressort victorieux. Le mois s’achève et Goldie repart chez elle, en larmes, pendant que Picsou reste sous le charme. |                                       | |         |                                                 |                                                      |          |
| 8 ter | Hearts of the Yukon                   | |         | Les Deux Cœurs du Yukon                         | Picsou Magazine no 292, mai 1996                     |          |
| Un officier de la police montée, le colonel Sam Steele, arrive pour nettoyer Dawson, ville rongée par le vice et la pauvreté. Les malfrats mettent tout sur le dos de Balthazar Picsou et Goldie O'Gilt en profite même pour porter plainte contre lui. Picsou, qui risque de perdre sa concession s’il est arrêté, court trouver Goldie dans la ville en flammes pour lui demander de retirer sa plainte. Il en profite pour sauver Jules Écoutum (le frère de Elvire Écoutum, qui deviendra Grand-Mère Donald) et retrouve Goldie dans son saloon. Ainsi, les choses s’arrangent : Goldie disparaît et Picsou est lavé de tout soupçon. |                                       | |         |                                                 |                                                      |          |
| 8 quarter | Last Sled to Dawson                   | |         | Dernier Raid pour Dawson                        | Picsou Magazine Version complète no 331, 4 août 1999 |          |
| Dans cet épisode, Picsou reçoit un télégramme de sa première banque, à Whitehorse, dans le Yukon, qui lui indique qu’un glacier est en train de fondre. On apprend que cette fonte permettrait de lui donner accès à un mystérieux traîneau qu’il avait perdu des années auparavant. Ceci lui donne l’occasion de replonger dans ses souvenirs de sa période de prospecteur, et même de retourner avec ses neveux dans le Klondyke, où il retrouve d’anciennes connaissances telles que Goldie O'Gilt et Soapy Slick. |                                       | |         |                                                 |                                                      |          |
| 9 | The Billionaire of Dismal Downs       | Anders And & Co. no 45 - 1993, 8 novembre 1993                                                               |         | Le Milliardaire des landes perdues              | Picsou Magazine no 283, 2 août 1995                  |          |
| Après que Fergus McPicsou a relu encore une fois les lettres de son fils Balthazar lui racontant les cinq ans qu’il a passé à s’enrichir après la découverte de la pépite « Œuf d’oie », ce dernier est mal accueilli par les habitants du village près du château McPicsou, en revenant en Écosse. Comptant installer son quartier-général en ces lieux, il décide néanmoins de s’intégrer. Un jeune homme, Scottie McTerrier, lui apprend que se déroulent des concours regroupant toutes les disciplines des Highlands. Mais, malgré des résultats exceptionnels en termes de réussite (triple-retournés de tronc d’arbre) ou de modernité (poésie inspirée des cabarets du Klondike), Picsou va de déboires en déboires au cours des épreuves. Il propose alors à sa famille de partir en Amérique, dans le Calisota, où il a acheté à Jules Écoutum la colline Killmotor, où se dresse encore le vieux fort Donaldville, à la place duquel il compte construire son siège social. Ses deux sœurs, Matilda et Hortense, vont l’accompagner, mais son père préfère rester au château avec Scottie qui devient le gardien du château. Au matin, alors que les trois derniers membres du clan McPicsou partent pour les États-Unis, Fergus est accueilli dans la mort par Sire Duncan et son épouse Édith O'Drake. |                                       | |         |                                                 |                                                      |          |
| 10 | The Invader of Fort Duckburg          | Anders And & Co. no 10 - 1994, 10 mars 1994                                                                  |         | L’Envahisseur de Fort Donaldville               | Picsou Magazine no 285, 4 octobre 1995               |          |
| Balthazar Picsou décide de fonder le cœur de son empire financier. Il part donc s’installer avec ses sœurs, Hortense et Matilda, sur une des terres qu’il a acquise dans le Calisota près de Fort Donaldville. Un accident de voiture (la Rolls Regal) le fait rencontrer Elvire Écoutum, la sœur de Jules Écoutum, et son mari : Joseph Duck ainsi que leur fils : Rodolphe, qui ne déplaît pas à Hortense, de par son mauvais caractère, et qui aura plus tard avec elle un fils qui n’est autre que Donald et une fille, Della, future mère de Riri, Fifi et Loulou. Le couple Duck a également une fille : Daphnée, qui épousera par la suite Gustave Bonheur ; ils auront également un fils : Gontran Bonheur. En haut de la colline Killmotor, Fort Donaldville tombe en ruine et sert de refuge à trois Castors Juniors que Picsou chasse. Ces derniers préviennent alors Washington d’une menace militaire à venir, et le président décide alors d’attaquer le Fort. Pendant ce temps, Picsou part chercher ses tonneaux d’or qu’il transporte sur la rivière Tulebug. En allant se renseigner auprès d’une cabane sur les rives du fleuve, les Rapetou reconnaissent Picsou (de l’autre côté de la vitre) et décident de le suivre à Fort Donaldville où ils découvrent les barils d’or dans lequel Picsou "prend son bain". Ils font Picsou et ses sœurs prisonniers. C’est alors que le Fort est attaqué par les forces américaines, mais Hortense, énervée par ces derniers, les repousse. L’ensemble de la cavalerie bat alors en retraite sauf le président qui provoque Picsou en duel. Mais une fois face à face il s’avère que le président, Roosevelt, et Picsou s’étaient déjà rencontré dans le Montana. Les Rapetou sont alors arrêtés par le président qui, le soir même, campe avec Picsou au sommet du fort. Ce dernier lui annonce alors qu’il envisage de construire une forteresse. Six mois plus tard le coffre de 300 m3 est construit et Donaldville commence à s’agrandir. À la fin de l’épisode, on aperçoit Hortense et Rodolphe qui se disputent, celle-ci refusant qu’un de ses enfants porte un jour le prénom de Donald. |                                       | |         |                                                 |                                                      |          |
| 10 bis | The Sharpie of the Culebra Cut        | |         | La Harpie de la percée de la Culebra            | Picsou Magazine no 349, 7 février 2001               |          |
| Riri, Fifi et Loulou profitent de ce que leur grand-oncle Balthazar Picsou a de nouveau ouvert le coffre contenant ses souvenirs. Ils y découvrent un objet très étonnant… dont l’histoire de l’acquisition par Picsou leur est conté par celui-ci. En novembre 1906, le président des États-Unis, Theodore Roosevelt visite le chantier du canal de Panama. Il apprend que Picsou est présent et creuse une montagne pour trouver de l’or, juste sur le tracé du canal. Or, Roosevelt craignant qu’un incident serve d’excuse à l’ambitieux général Esteban pour mener un coup d’État, il décide donc de négocier avec Picsou et de l’aider à creuser. |                                       | |         |                                                 |                                                      |          |
| 11 | The Empire-Builder from Calisota      | Anders And & Co. no 15, 16 et 17 - 1994, respectivement 14, 21 et 25 avril 1994 (scindée en 3)               |         | Le Bâtisseur d’empires du Calisota              | Picsou Magazine no 287, 6 décembre 1995              |          |
| Entre 1903 et 1930, Balthazar Picsou parcourt le monde entier pour faire des affaires, fonder des entreprises, contrôler ses empires économiques… Ses sœurs (Hortense et Matilda), lassées de l’attendre, l’accompagnent lors d’un voyage en Afrique et engagent Miss Frappe et Rodolphe pour surveiller le coffre. Mais très vite, Mathilda et Hortense constatent que leur grand frère est devenu avide, avare et hargneux. Il n’hésite d’ailleurs pas à arnaquer des tribus africaines pour récupérer leurs terres. Scandalisées, elles l’abandonnent en lui laissant un mot. Picsou, rongé par le remords, veut les rattraper mais un des sorciers vaudous lance sur lui une malédiction : un zombie le suivra éternellement pour lui remettre une poupée aux effets présumés terribles. Picsou fuit et ne rentre pas tout de suite à Donaldville, profitant çà et là des occasions pour réaliser des affaires. Son absence dure 27 ans. Durant ce temps, il arrive à se débarrasser du zombie. De retour à son coffre, il est plus hargneux et avare que jamais. Mais le temps a passé, ses sœurs ont fondé leurs familles. Devant le mépris total de Picsou pour Donald et Della, les enfants d’Hortense, cette dernière lui dit que c’est la dernière fois qu’ils se voient s’il ne change pas d’attitude. Picsou reste inflexible. Toute sa famille s’en va alors, excepté le petit Donald qui donne un coup de pied dans les fesses de son oncle. En voulant le rattraper, Picsou tombe sur une enveloppe où il découvre qu’il est devenu l’homme le plus riche du monde. Il exécute la danse de la joie pendant que ses sœurs et le reste de sa famille le quittent pour toujours. |                                       | |         |                                                 |                                                      |          |
| 12 | The Richest Duck in the World         | Anders And & Co. no 22 - 1994, 2 juin 1994                                                                   |         | Le Canard le plus riche du monde                | Picsou Magazine no 289, 7 février 1996               |          |
| Le soir de Noël 1947, après le fameux Noël sur le mont Ours, Donald Duck et ses neveux Riri, Fifi et Loulou sont mystérieusement invités par leur oncle Balthazar Picsou, multi-milliardaire qui s’est reclus dans son manoir et a fermé toutes ses entreprises depuis dix ans. Pour la première fois, les trois enfants rencontrent leur grand-oncle, vieil homme fatigué et aigri. Énervé par le fait que Donald pense qu’il a hérité toute sa fortune, il les emmène à son coffre où il est attendu par les Rapetou qui l’enferment à l’intérieur pendant qu’ils s’échappent avec des sacs plein d’argent et le sou fétiche de Picsou. Énervé plus que jamais par les désagréables réflexions de Donald à son égard, Picsou reprend du poil de la bête, parvient à se libérer et arrête les Rapetou. Se sentant rajeuni par cette aventure, il va nager dans ses pièces sous le regard médusé et amusé de ses neveux avec qui il vivra de nombreuses autres aventures. |                                       | |         |                                                 |                                                      |          |